# Rhopus acaetes
Rhopus acaetes är en stekelart som först beskrevs av Walker 1844.  Rhopus acaetes ingår i släktet Rhopus och familjen sköldlussteklar. Arten är reproducerande i Sverige. Inga underarter finns listade i Catalogue of Life.